# Galt Vestibulares
Galt Vestibulares é um curso pré-vestibular gratuito localizado em Brasília, no Distrito Federal. Idealizado por 4 professores e ex-alunos da Universidade de Brasília, sendo eles Rubenilson Cerqueira, Priscilla Dalledone, Victor Esteves e Rodrigo Proença, o curso busca atender à demanda de estudantes oriundos da rede pública e de baixa renda. Anualmente, atende a 480 estudantes e conta com aprovação de, pelo menos, 60% nos vestibulares regionais.

## História
Com nome inspirado na obra Atlas Shrugged, de Ayn Rand, e numa tentativa de equalizar as disparidades educacionais de Brasília e Entorno, Rubenilson Cerqueira, à época, em 2015, estudante da Universidade de Brasília, elaborou o projeto de um curso pré-vestibular gratuito que atendesse à demanda de estudantes oriundos de escola pública cujo nível educacional tende a ser deficitário.
Atendendo a cerca de 480 estudantes por ano e contando com cerca de 110 profissionais voluntários, incluindo professores, coordenadores pedagógicos, administradores e psicólogos, o Galt Vestibulares foi, em 2018, selecionado pelo programa Young Leaders of the Americas Initiative (YLAI), organizado pelo governo dos Estados Unidos, que capacita empreendedores sociais da América Latina. O processo seletivo é dividido em duas etapas: a primeira, o exame teórico, com itens ligados ao vestibular e ao Enem, e a segunda, uma entrevista eliminatória para formalizar o perfil socioeconômico dos candidatos. Em 2017, a organização foi incluída no aplicativo Ducante, desenvolvido por estudantes da Universidade de São Paulo e da Fundação Getúlio Vargas, a fim de dinamizar os estudos e facilitar a interação entre professores e alunos.